# Оброшин (станція)
Обро́шин — вузлова залізнична станція Львівської дирекції Львівської залізниці на перетині двох ліній Львів — Стрий та Оброшин — Самбір між станціями Скнилів (5 км) та Глинна-Наварія (6 км). Розташована неподалік села Оброшине Львівського району Львівської області. За 0,92 км від станції розташований нерегульований залізничний переїзд, через який проходить автошлях із села Оброшине до села Басівка. За переїздом залізнична колія відгалужується у самбірському напрямку (до станції Ставчани).
За 1,25 км від станції у напрямку станції Глинна-Наварія залізнична лінія Львів — Стрий проходить через залізничний міст, перетинаючи автошлях Оброшине — Басівка. Через 0,37 км розташовується наступний залізничний міст, але попід нього прямує залізнична колія у напрямку станції Самбір.

## Історія
Залізницю Львів — Стрий, на якій розташовується станція, відкрито 1873 року. Точна дата відкриття станції наразі не встановлена. Виникла не пізніше 1925 року як зупинний пункт Оброшин, що зафіксовано на польській топографічній карті 1925 року випуску.
У 1962 році станція електрифікована постійним струмом (=3 кВ) у складі дільниці Львів — Стрий.